# Wild Side Story

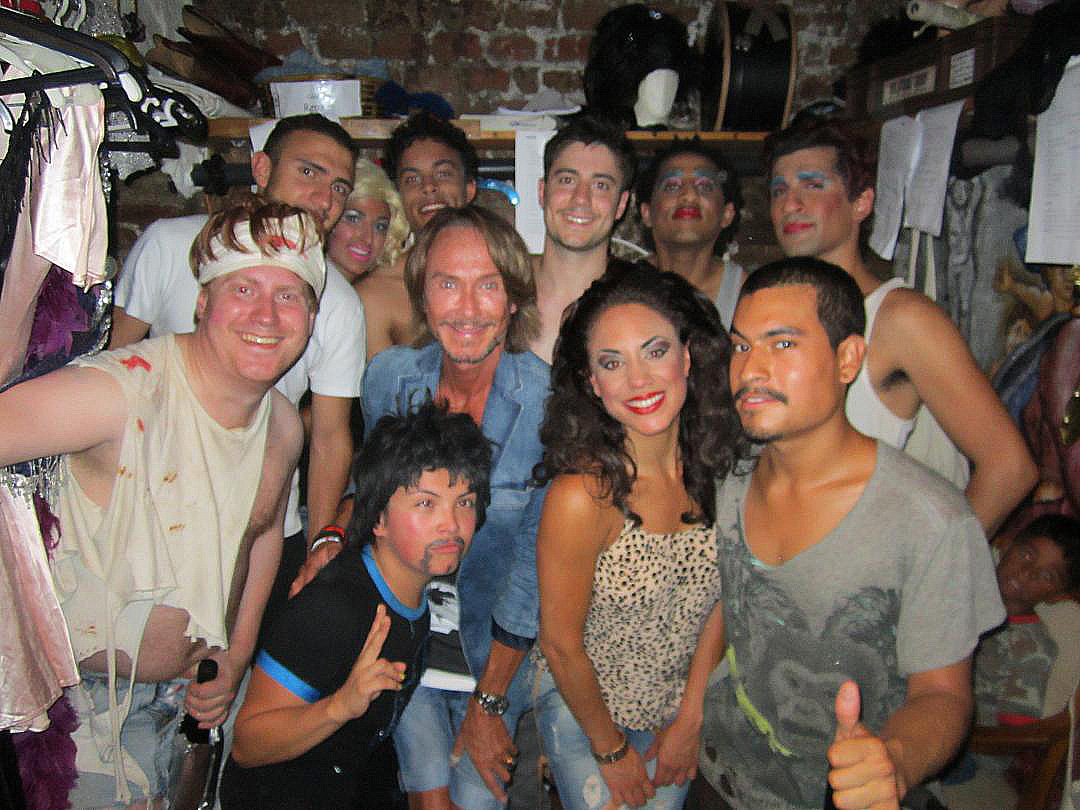
Christer Lindarw, très célèbre de l'ensemble suédoise de 1976, rejoint le producteur Emil Eikner et ses artistes de 2013 après la performance de.

Wild Side Story est un spectacle satirique de Lars Jacob qui a d'abord ouvert avec de jeunes Cubains réfugiés en 1973 à Miami Beach, a été représentée plus de 500 fois (1973-2004) en Floride, en Suède, en Californie et en Espagne. Le spectacle donnait du travail initial sur scène à des centaines de jeunes gens d'une grande variété de nationalités, parmi eux Ulla Andersson Jones, Mohombi et Helena Mattsson. 
Wild Side Story a finalement été réalisé dans la vieille ville de Stockholm en 2013, célébrant les 40 ans depuis sa première en Floride. 